# Футбольна федерація Того
6°11′40″ пн. ш. 1°14′17″ сх. д. / 6.1945768° пн. ш. 1.2380679° сх. д.
Тоголезька федерація футболу (англ. Toogolese Football Asssociation; фр. Fédération Togolaise de Football) — організація, що здійснює контроль та управління футболом у Того. Розташовується у Ломе. ФФТ заснована 1962 року, вступила до ФІФА1964 року, а у КАФ — 1964 року. 1975 року стала членом-засновником Західноафриканського футбольного союзу. Федерація організує діяльність та управляє національними збірними з футболу (чоловічою, жіночою, молодіжними). Під егідою федерації проводиться чемпіонат країни та багато інших змагань.